# Anvar Ibraghimov
Anvar Kamilevici Ibraghimov (în rusă Анвар Камилевич Ибрагимов; n. 27 noiembrie 1965, Ufa, RSFS Rusă, URSS – d. 27 august 2023, Himki, Moscova, Rusia) a fost un scrimer specializat pe floretă, care a reprezentat succesiv Uniunea Sovietică, Echipa Unificată și Rusia. A fost laureat cu aur pe echipe la Jocurile Olimpice de vară din 1988 de la Seul și cu argint pe echipe la Campionatul Mondial din 1995 de la Haga.
După ce s-a retras din activitatea competițională, a devenit antrenor de scrimă. Din 2000 până în 2004 a fost antrenor național al echipa Rusiei de floretă juniori.
A fost căsătorit cu fosta floretistă Olga Veliciko. Împreună au un copii, Kamil, dublu campion mondial pe echipe la sabie.

## Legături externe
- ru  Prezentare la Federația Rusă de Scrimă
- en Anvar Ibraghimov la Olympedia.org